# Organizam (biologija)
U biologiji, organizam je složeni sustav organela,  organa ili sustava organa koji funkcioniraju skladno kako bi bili sposobni živjeti: rasti, reagirati na podražaje, razmnožavati se i razvijati.
Taksonomija organizme dijeli na jednostanične mikroorganizme poput bakterija, protoktista i arheja te višestanične organizme poput životinja, biljaka i gljiva.
S obzirom na građu stanica, organizam je ili prokariot ili eukariot. Prokarioti su organizmi jednostavne građe koja imaju staničnu stijenku i membranu, ali nemaju staničnu jezgru, to jest, nemaju oblikovanu jezgrinu ovojnicu, a ni organele, osim ribosoma. Eukariotski organizmi imaju staničnu jezgru i dodatne organele unutar membrane poput mitohondrija u životinja i biljaka te plastida u biljaka i alga. Gljive, biljke i životinje su eukarioti.
Mnogi višestanični organizmi tijekom rasta razvijaju tkiva i organe specijalizirane za pojednine funkcije važne za život cijeloga organizma: unos, preradu i pretvorbu hranjivih tvari, pokretanje, izlučivanje produkata metabolizma, upravljanje, osjete za primanje podražaja iz okoliša i slično. 
Organizmi su složeni kemijski sustavi, organizirani na načine koji promiču preživljavanje i reprodukciju. Isti zakoni koji upravljaju neživom kemijom upravljaju i kemijskim procesima života. Cjelokupnost tih procesa određuje spremnost organizama za život u okolišu i opstanak njihovih gena zapisanih u molekuli DNK.